# Bailiff
Bailiff (medeltidslatin baiulus) är en engelsk titel med betydelsen fogde eller egentligen tillsyningsman.
Bailiff har i olika tider i England använts om personer med vitt skild ställning, från ståthållare på de kungliga slotten och andra ämbetsmän till domare i städerna och fogdar hos privata godsägare. I senare tid har titeln brukats om vissa hos sheriffen och county court anställda underordnade tjänstemän med uppgift att offentliggöra kungörelser och verkställa domar, beslut och utslag.
Titeln fanns först i Frankrike med namnet bailli och kom dit från Östromerska riket under Filip II August som titel på kungens och de stora kronvassallernas främsta lokala ämbetsmän, vilka snart blev ett medel för kungamakten att under dess vilja böja de många mindre vasallerna och samla makten i kungens hand. Baillin var kungens representant i orten, hade uppsikt över de lägre ämbetsmännen, uppbar skatten, anförde vasalluppbådet och utövade en omfattande dömande verksamhet. Mot slutet av medeltiden uppkom nya grupper ämbetsmän och domsmakten fråntogs baillierna, även om de länge kvarstod som ordförande i den kungliga domstolen.